# Martin Kobler
Martin Kobler, né le 8 avril 1953 à Stuttgart, est un diplomate allemand qui travaille aux Nations unies. 

## Biographie
Martin Kobler est titulaire d'un diplôme en droit de l'université de Bonn. Il commence sa carrière en tant que diplomate au ministère des Affaires étrangères en Allemagne. 
De 2003 à 2011, il est le chef de cabinet du ministre des Affaires étrangères Joschka Fischer et durant la période de 1997 à 1998, il est le chef adjoint du cabinet du même ministère.
De 2010 à 2011, il occupe le poste de représentant spécial adjoint à la mission d'assistance des Nations unies en Afghanistan (MANUA). Le 10 juin 2013, il devient le représentant spécial de Ban Ki-Moon en République démocratique du Congo (RDC) et chef de la MONUSCO. 
Depuis le 1er octobre 2015, il est le représentant spécial officiel des Nations unies en Libye. 
Ce diplomate jouit d'une expérience dans l'élaboration des politiques internationales relatives aux zones de conflit.